# Vargaland
Vargaland är en fiktiv ödemark som ingår i en lajv-värld skapad av föreningen Lajvsällskapet Romantiska Sagor. Den första kampanjen, Eldarna i Vargaland handlar om när det jordbrukande konungariket Valdra försöker kolonisera den avlägsna vildmarken Vargaland. Sagan om Vargaland hade ett stort fokus på olika kulturer, religioner och i viss mån även språk som bar väsentliga delar av kulturerna. Spelet kretsade således kring de motsättningar som uppstod i kulturkrockarna och till följd av olika världsbilder. Denna kampanj drevs av Mikael Lestander och Anders Svensson, med stöd av många fler. 
Efter avslutandet av den ursprungliga kampanjen fortsatte föreningen Esine Aurdinir med att arrangera en ny kampanj, Drömmar om Vargaland i samma värld. Denna saga arrangerades främst av Ylva Svensson.
Senare startades en kampanj i Valdra, landet som nybyggarna i Vargaland kom ifrån. Sagan om Valdra är oberoende av den tidigare kampanjen och utspelar sig ungefär samtidigt i tid.Det första lajvet i den serien, I fiendens land och händer, utspelade sig före händelserna i Sagan om Vargaland och i det sönderfallande Valdra. Lajvet utspelade sig delvis under vandring och deltagarna förflyttade sig under spelet. Den hittills enda delen arrangerades av Jennie Lindahl och Mikael Lestander.
Dessa lajv har spelats i landet.
- Eldarna i Vargaland - 1998
- Eldarna i Vargaland II - Gryningstid - 1999
- Eldarna i Vargaland III - Land av drömmar - 2000
- Eldarna i Vargaland IV - Silversot - 2001
- Eldarna i Vargaland V - Under ytan - 2003
- Drömmar om Vargaland I - flodens slut - 2004
- Drömmar om Vargaland II - minnenas skuggor - 2005
- I fiendens land och händer - 2008